# Richard Suckle
Richard Suckle é um produtor de cinema americano. Suckle foi um dos vários produtores nomeados para o Oscar de melhor filme por American Hustle, de 2013.

## Filmografia como produtor
- Fallen (1998) (associado)
- Scooby-Doo (2002)
- Scooby-Doo 2: Monsters Unleashed (2004)
- Yours, Mine & Ours (2005) (executivo)
- Extreme Movie (2008)
- The International (2009)
- American Hustle (2013)
- 12 Monkeys (2015, 25 episódios) (executivo)
- The Whole Truth (2016) (executivo)
- Esquadrão Suicida (2016)
- The Monster (2016)
- Mulher-Maravilha (2017)
- S.C.O.O.B. (2020)